# Iulian Chiriță
Iulian Chiriță (Târgoviște, 2 febbraio 1967) è un ex calciatore rumeno, di ruolo centrocampista.

## Carriera

### Club
Ha militato in molte squadre rumene, tra cui Brașov, Rapid Bucarest e Dinamo Bucarest.

### Nazionale
Ha giocato 3 partite anche con la Nazionale rumena, facendo parte della squadra partecipante al Campionato mondiale di calcio 1994.